# Travis Shaw
Travis Richard Shaw (Washington Court House, 16 aprile 1990) è un giocatore di baseball statunitense. È figlio di Jeff Shaw.

## Carriera

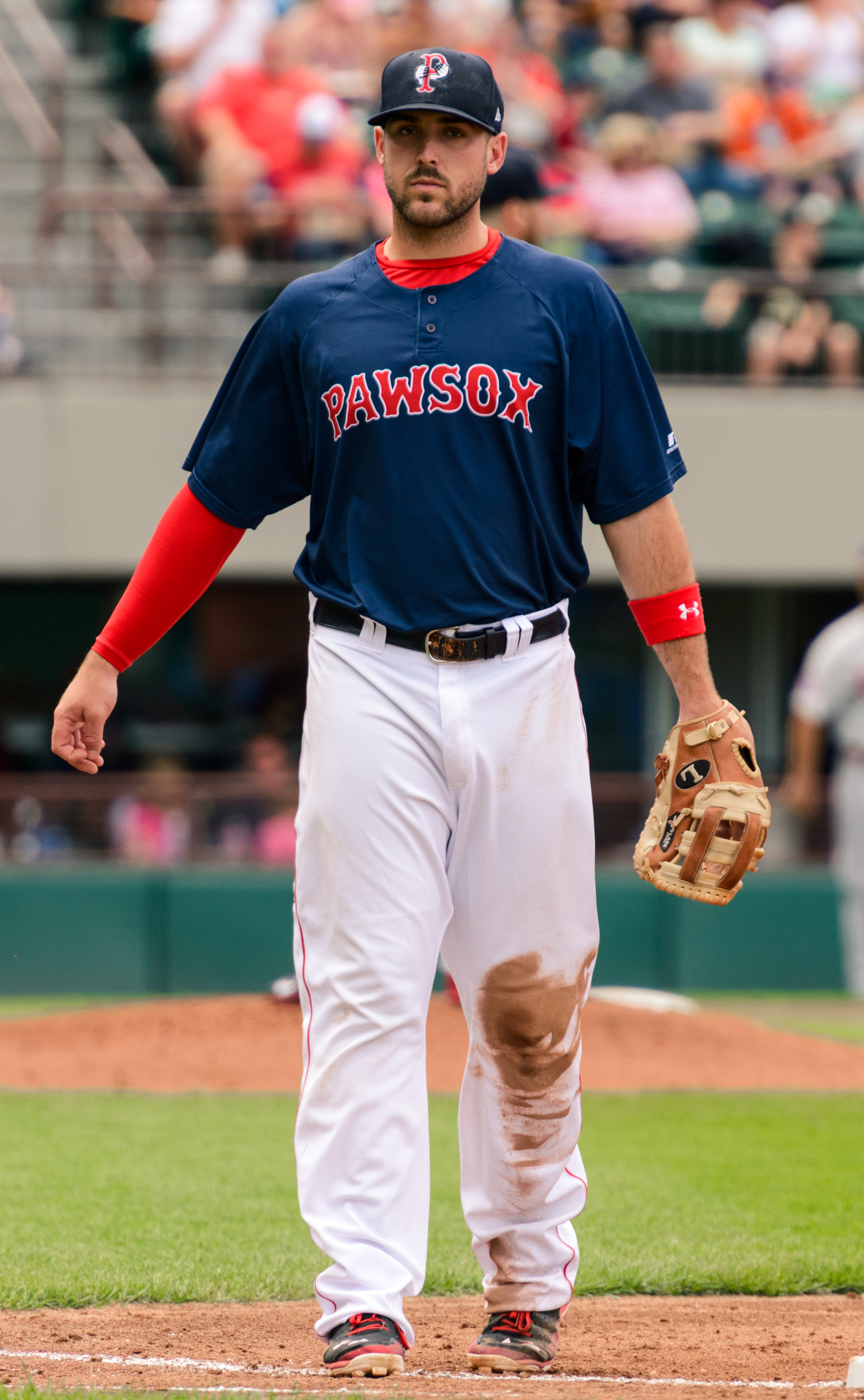
Shaw con i Paw Sox di MiLB nel 2014

### Minor League (MiLB)
Shaw è nato e cresciuto a Washington Court House nello stato dell'Ohio, diplomandosi alla Washington High School nella città. Fu selezionato nel 32º turno del draft MLB 2008 dai Boston Red Sox ma non firmò, e si iscrisse alla Kent State University di Kent, cittadina nel nord dello stato.
Firmò nel 2011, quando fu selezionato nuovamente dai Red Sox nel 9º turno del draft MLB, e fu assegnato in Classe A-breve.
Nel 2012 giocò in Classe A-avanzata e in Doppia-A e nel 2013 giocò interamente in Doppia-A. Nella stagione 2014 proseguì in Doppia-A e venne promosso in Tripla-A, dove giocò per la maggior parte della stagione. Cominciò la stagione 2015 in Tripla-A.

### Major League (MLB)
Shaw debuttò nella MLB l'8 maggio 2015, al Rogers Centre di Toronto contro i Toronto Blue Jays, venendo riassegnato in Tripla-A il giorno seguente. Ottenne la sua prima valida il 7 luglio, il giorno in cui fu richiamato in MLB. Il 1º agosto batté due fuoricampo.
Il 6 dicembre 2016, i Red Sox scambiarono Shaw, Mauricio Dubón e Josh Pennington con i Milwaukee Brewers per Tyler Thornburg. Divenne free agent il 2 dicembre 2019.
Il 30 dicembre 2019, Shaw firmò un contratto della validità di un anno, dal valore di 4 milioni di dollari con i Toronto Blue Jays. Divenne free agent il 2 dicembre 2020.
Il 16 febbraio 2021, Shaw firmò un contratto di minor league con i Milwaukee Brewers con un invito allo Spring Training incluso. Il 15 agosto 2021, i Boston Red Sox prelevarono Shaw dalla lista dei trasferimenti dei Brewers.
Il 18 gennaio 2023 ha annunciato il proprio ritiro dal baseball.

## Vita privata
Shaw si sposò con Lindy Berry nel 2012. La coppia ha una figllia.